# Koasalauf

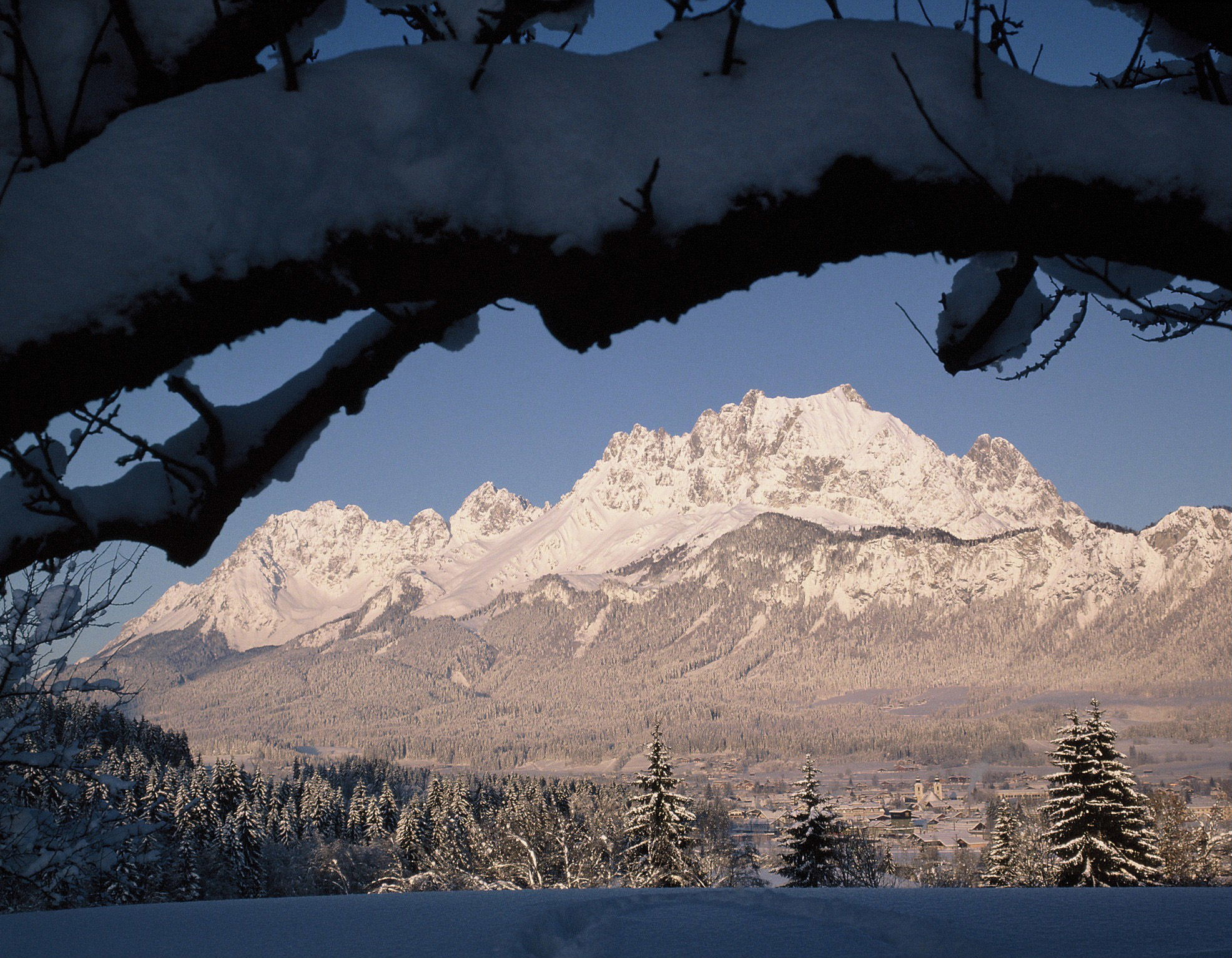
Das Kitzbüheler Kaisergebirge gesehen von St. Johann

Der Koasalauf ist ein traditioneller Volkslanglauf, der jedes Jahr im Februar im österreichischen Tirol stattfindet. Gelaufen wird mit Langlaufskiern und Skistöcken.

## Ablauf des Rennens
Jedes Jahr nehmen an die 2000 Teilnehmer aus bis zu 23 Ländern an dem Lauf teil, der in St. Johann in Tirol beginnt und auch endet. Der Koasalauf zählt zur Euroloppet-Serie und ist damit einer der großen Langlaufevents in Europa.
Traditionell finden vier Rennen statt, darunter
- 50 km Skating/50 km klassisch (Hauptrennen)
- 28 km Skating
- 28 km klassisch

Zusätzlich steht noch ein Mini Koasalauf ( Kinder I+II und Schüler I+II ) im Angebot, der kostenlos ist.

## Langlaufgebiet
Die Ferienregion St. Johann, Kirchdorf, Erpfendorf, Oberndorf, in der der Lauf ausgetragen wird, liegt im Leukental auf einer Höhe von 670 Metern über dem Meeresspiegel. Der Ort verfügt über 275 Kilometer Langlaufloipen und 100 Kilometer Wanderwege, zwei Rodelbahnen und einem Eislaufplatz.

## Wortherkunft
Der Name „Koasa“ stammt vom berühmten Bergmassiv Wilder Kaiser. Bergsteiger und Insider nennen ihn jedoch Koasa, und er zählt zu den schönsten und abwechslungsreichsten Gebieten Tirols.

## Koasastadion
In St. Johann, Tirol befindet sich das Langlaufzentrum Koasastadion. Das Koasastadion bietet Langlaufschule, Langlaufskiverleih,  Umkleiden/Duschen, Langlaufstüberl (Café), Sonnenterrasse, kostenlose Parkplätze und das Wachsstüberl.